# Dansk Melodi Grand Prix 2011
Weniger als eine Woche nach dem Eurovision Song Contest 2010 begann DR die Vorbereitung des nationalen Auswahlwettbewerbs Dansk Melodi Grand Prix 2011. Es konnten bis zum 27. September 2010 Beiträge eingereicht werden. Interpreten oder Songwriter mussten die dänische Staatsbürgerschaft oder eine ähnlich enge Beziehung zu Dänemark besitzen. Die Jury wählte sechs Titel aus dem Angebot aus, während vier weitere Beiträge durch Einladung zur Teilnahme auf der Grundlage redaktioneller Überlegungen eingereicht wurden.
Am 27. September 2010 veröffentlichte DR, dass mit 663 Liedern 101 mehr als im vorigen Jahr eingereicht wurden.
Am 15. Oktober 2010 gab DR bekannt, dass die Veranstaltung am 26. Februar 2011 in der Super Arena im Kopenhagener Vorort Ballerup stattfinden wird.
Am 11. Dezember 2010 nannte DR die Moderatoren Felix Smith und Lise Rønne als Gastgeber der Show.
Die zehn Konkurrenten wurden am 3. Februar durch den Veranstalter der Öffentlichkeit vorgestellt.

## Teilnehmer

### Finale
| Startnr. | Interpret            | Lied Musik (M) und Text (T)                                               |
| -------- | -------------------- | ------------------------------------------------------------------------- |
| 01       | Anne Noa             | Sleepless M/T: John Gordon, Lene Dissing, Peter Bjørnskov                 |
| 02 1     | Jenny Berggren       | Let Your Heart Be Mine M/T: Jeppe Federspiel, Thomas G:son, Lars Sjelle   |
| 03       | Jeffrey              | Drømmen M/T: Lasse Lindorff, Svend Gudiksen, Daniel Fält, Kim Nowak-Zorde |
| 04       | Le Freak             | 25 Hours a Day M/T: Erik Bernholm, Henrik Sethsson, Thomas G:son          |
| 05       | Sine Vig             | You’ll Get Me Through M/T: Henrik Janson, Hanif Sabzevari                 |
| 06 1     | Stine Kinck          | Hvad hjertet lever af M/T: Pharfar, Rasmus Allin, Fresh-I, Stine Kinck    |
| 07       | Lee Hutton           | Hollywood Girl M/T: Matilde Kühl, Sune Haansbæk, Ian Mack                 |
| 08       | Christopher Brandt   | Emma M/T: Christopher Brandt, Sisse Marie Søby                            |
| 09       | Kat & Justin Hopkins | Black and Blue M/T: Patric Johnson, Joakim Övrenius, Justin Hopkins       |
| 10 1     | A Friend in London   | New Tomorrow M/T: Lise Cabble, Jakob Glæsner                              |

 Kandidat hat sich für K.O.-Runde qualifiziert.

### K.O.-Runde
Wie in den letzten Jahren, traten in der zweiten Voting-Runde die vier Qualifikanten gegeneinander um die beiden Finalplätze an. Der Finalsieger wurde das Lied New Tomorrow, vorgetragen von A Friend in London.
|  | K.O.-Runde                          |                                   |  | Superfinale |
|  |                                     |                                   |  |             |
|  |                                     |                                   |  |             |
|  |                                     |                                   |  |             |
|  | Anne Noa – Sleepless                |                                   |  |             |
|  |                                     |                                   |  |             |
|  | Stine Kinck – Hvad hjertet lever af |                                   |  |             |
|  | Anne Noa – Sleepless                |                                   |  |             |
|  |                                     |                                   |  |             |
|  |                                     | A Friend In London – New Tomorrow |  |             |
|  | Le Freak – 25 Hours a Day           |                                   |  |             |
|  |                                     |                                   |  |             |
|  | A Friend In London – New Tomorrow   |                                   |  |             |